# ليزر الشعاعي (زورق)
ليزر الشعاعي (بالإنجليزية: Laser Radial)‏ هو من فئة تصميم واحدة شهيرة من زوارق الإبحار الصغيرة ، والتي تم بناؤها في الأصل بواسطة Laser Performance . إنه قارب أحادي ، أي أنه يبحر من قبل شخص واحد. الليزر شعاعي هو البديل لليزر القياسي ، مع سارية أقصر ومساحة شراع أقل ، مما يسمح للبحارة الخفيفين بالإبحار في الرياح العاتية. الفئة الدولية معترف بها من قبل الاتحاد الدولي للإبحار .

## روابط خارجية
- الرابطة الدولية لليزر
- موقع الويب الخاص بالشركة المصنعة LaserPerformance
- تاريخ فئة الليزر
- فئة الليزر الشعاعية ISAF